# 1954 na arte

## Eventos
- 11 de Novembro - Inauguração do Monumento Almeida Garrett no Porto, (Portugal).

## Nascimentos
| Data            | Nome                | Profissão      | Nacionalidade  | Observações | Ref |
| --------------- | ------------------- | -------------- | -------------- | ----------- | --- |
| 15 de fevereiro | Matt Groening       | cartunista     | Estados Unidos |             |     |
| 13 de abril     | Pedro Lobo          | fotografo      | Brasil         |             |     |
| 14 de abril     | Sergio Telles       | pintor         | Brasil         |             |     |
| 3 de junho      | Jiří Georg Dokoupil | pintor         | Checoslováquia |             |     |
| 7 de junho      | Jan Theuninck       | pintor e poeta | Bélgica        |             |     |
| 16 de julho     | Denise Milan        | escultora      | Brasil         |             |     |
| ??              | Alex Flemming       | artista        | Brasil         |             |     |
| ??              | Deolinda Fonseca    | artista        | Portugal       |             |     |

## Mortes
| Data          | Nome          | Profissão                     | Nacionalidade | Observações | Ref |
| ------------- | ------------- | ----------------------------- | ------------- | ----------- | --- |
| 13 de julho   | Frida Kahlo   | pintora                       | México        | n. 1907     |     |
| 8 de setembro | André Derain  | pintor                        | França        | n. 1880     |     |
| 3 de novembro | Henri Matisse | pintor, desenhista e escultor | França        | n. 1869     |     |
| ??            | Leopold Haar  | pintor, escultor, vitrinista  | Polónia       | n. 1910     |     |